# 本願寺仙台別院
本願寺仙台別院（ほんがんじせんだいべついん）は、宮城県仙台市青葉区支倉町にある浄土真宗本願寺派の寺院。同派の別院。本願寺（西本願寺）を本山と仰ぐ。

## 概要
境内は仙台市都心部の北西に位置し、西公園通と広瀬川に挟まれた土地にある。
住職は浄土真宗本願寺派門主であるが、実際の業務は輪番が務める。東北教区の教化センターとして、建物内に東北教区教務所などを置く。
境内に「東北教区ボランティアセンター」を設置し、東日本大震災における教団の復興支援拠点となっている。

## 沿革
1868年10月27日（明治元年9月12日）、戊辰戦争において仙台藩が明治政府に降伏すると、明治政府の法令が仙台藩にも実質的に及ぶようになり、仙台東照宮の別当寺・仙岳院を筆頭とする藩内の寺院でも神仏分離・廃仏毀釈が広まり始めた。1869年1月19日（明治元年12月7日）、戊辰戦争において賊軍となった奥羽越列藩同盟諸藩に対する処分が行われ、仙台藩は62万石から28万石に減封され、同年4月には困窮した仙台藩が禄制改革を実施し、寺社の知行地および扶持米を廃止した。さらに1871年8月29日（明治4年7月14日）、廃藩置県が実施され、寺社は藩の後ろ盾を完全に失い、次々と廃寺となっていった。1876年（明治9年）には秩禄処分が実施され、旧仙台藩士はさらに困窮した。
旧仙台藩の寺院が没落した仙台には各地から寺院が進出し、本願寺（西本願寺）もその1つであった。1877年（明治10年）、当院は近世からの仙台の商業中心である芭蕉の辻（北緯38度15分36.9秒 東経140度52分14.5秒 / 北緯38.260250度 東経140.870694度）から南に延びる奥州街道の町人町「南町」に本拠を置いた。一方で武家屋敷が連なる侍町「東一番丁」の北部において、没落した旧藩士から土地を得て本堂を建設し、本拠を南町から移転した。当院は、勾当台の定禅寺跡に設置された仙台陸軍病院に近いこともあり、仙台に衛戍する第2師団の殉職者のうち無縁仏を慰霊する役割も担った。
1927年（昭和2年）、当院近くに仙台市電が開通し、1933年（昭和8年）には北隣に三越仙台店が開業して、東一番丁は東北随一の商店街へと変貌していった。当院の本堂は東一番丁から参道を通って東に奥まったところにあったため、東一番丁に面する参道両側の土地は庶民に貸し出して商売をさせた。
1945年（昭和20年）7月10日、仙台空襲により当院は焼失。戦後占領期に再建されたものの、仙台市が戦災復興事業によって中心市街地から寺院や墓地を移転させる方針を採ったため、当院も仙台市電の電停前ながら中心市街地から外れた元常盤丁へと1954年（昭和29年）の年末に移転した。また、墓地も仙台市火葬場（北山火葬場、北緯38度16分43.7秒 東経140度51分11.5秒）の北西に隣接する地に設置した。
当院移転により、跡地前の東一番丁は幅員が8mから15mに拡幅され、また、三越と当院跡地との間には新設市道が建設された。道路の拡幅・新設で当院跡地は狭くなったものの、商売人に譲渡され、今も商店街の一部を成している。

### 年表
- 1877年（明治10年） - 仙台・南町に本願寺東京事務所宮城支局を設置[9]。同時に仙台・東一番丁に仮本堂の新築を開始[9]。
- 1878年（明治11年） - 仙台説教所となる[9]。
- 1880年（明治13年） - 仙台別院に昇格[9]。
- 1883年（明治16年） - 仙台区東一番丁（現・仙台市青葉区一番町4丁目、北緯38度15分52.6秒 東経140度52分15.9秒）に本堂落成[9]。
- 1906年（明治39年） - 洋風の本堂の建設を開始[9]。
- 1910年（明治43年） - 洋風の本堂が落成[9]。
- 1929年（昭和4年） - 別院内に無優樹幼稚園を開園。
- 1937年（昭和12年） - 無優樹幼稚園をアソカ幼稚園に改称。
- 1945年（昭和20年）7月10日 - 仙台空襲により本堂など焼失[9]。幼稚園休園。
- 1954年（昭和29年） - 仙台市元常盤丁（現・仙台市青葉区支倉町、北緯38度15分59.7秒 東経140度51分44.7秒）に移転[9]。
- 1956年（昭和31年） - 園舎を新築し、あそか幼稚園として再開。
- 1959年（昭和34年） - 新本堂落成。
- 1977年（昭和52年） - 新園舎完成。
- 1982年（昭和57年） - 本堂改修、書院研修会館新築。
- 2011年（平成23年） - 東北地方太平洋沖地震（東日本大震災）により本堂など被災。児童減少などであそか幼稚園閉園。

## 所在地
- 本堂 ： 宮城県仙台市青葉区支倉町1番27号（北緯38度15分59.7秒 東経140度51分44.7秒 / 北緯38.266583度 東経140.862417度）
- 墓地 ： 宮城県仙台市青葉区三条町18番1号（北緯38度16分46.1秒 東経140度50分59.5秒 / 北緯38.279472度 東経140.849861度）

## 主な行事
- 5月21日 - 宗祖降誕会（宗祖親鸞の誕生祝賀法要）
- 10月12日 - 16日 - 報恩講